# اشتراك لفظي خطي

المشترِكات اللفظية الخطية هي الألفاظ التي تشترك في رسم الخط وفي اللفظ وتتباين في المعنى.

## أمثلة

### عربية
- مثلثات قطرب